# Hurt & The Merciless
Hurt & The Merciless é o quarto álbum de estúdio da banda britânica de rock independente The Heavy, lançado em 1º de abril de 2016 pela gravadora de rock Counter Records, da Ninja Tune.
O álbum foi anunciado em 4 de fevereiro de 2016, junto com o lançamento do single Since You Been Gone e seu clipe.

## Faixas
| CD             |                              |         |  |
| N.º            | Título                       | Duração |  |
| 1.             | "Since You Been Gone"        | 3:09    |  |
| 2.             | "What Happened to the Love?" | 3:15    |  |
| 3.             | "Not the One"                | 3:52    |  |
| 4.             | "The Apology"                | 3:16    |  |
| 5.             | "Nobody's Hero"              | 3:57    |  |
| 6.             | "Miss California"            | 4:35    |  |
| 7.             | "Turn Up"                    | 3:27    |  |
| 8.             | "A Ghost You Can't Forget"   | 3:22    |  |
| 9.             | "Last Confession"            | 4:37    |  |
| 10.            | "Mean Ol' Man"               | 3:56    |  |
| 11.            | "Slave to Your Love"         | 2:59    |  |
| 12.            | "Goodbye Baby"               | 3:34    |  |
| Duração total: | Duração total:               | 43:59   |  |

1. ↑  «Ninja Tune». Ninja Tune. Consultado em 5 de fevereiro de 2016
2. ↑  «The Heavy Explores Toxicity in New 'Since You Been Gone' Video (Exclusive)». WSJ Blogs - Speakeasy. 4 de fevereiro de 2016. Consultado em 5 de fevereiro de 2016